# Чураево (Альшеевский район)
Чураево (баш. Сурай) — деревня в Кармышевском сельсовете муниципальном районе Альшеевский район Республики Башкортостан России.

## Географическое положение
Находится на правом берегу реки Дёмы.
Расстояние до:
- районного центра (Раевский): 16 км,
- центра сельсовета (Кармышево): 3 км,
- ближайшей железнодорожной станции (Шафраново): 4 км.

## Население
| 2002 | 2009 | 2010 |
| ---- | ---- | ---- |
| 442  | ↗455 | ↘386 |

Национальный состав
Согласно переписи 2002 года, преобладающая национальность — башкиры (99 %).

## Достопримечательные места
Гора Сусак.